# Gamle Bybro
Gamle Bybro eller Bybroa er en bro i Trondheim, Sør-Trøndelag fylke, Norge. I dag er Gamle Bybro et af Trondheims karakteristiske vartegn.
Øst for broen ligger Brubakken med cykelelevatoren Trampe.

## Beskrivelse
Gamle Bybro er 82 meter lang og består af tre sektioner. På midten var tidligere en klap, der blev holdt oppe af de to portaler, som stadig består. Det største spænd er 8,5 meter og sejlhøjden er 8,4 meter.
Gamle Bybro krydser Nidelven fra sydenden af hovedgaden Kjøpmannsgata, der bliver forbundet med bydelen Bakklandet.

## Historie
Gamle Bybro blev bygget af Johan Caspar de Cicignon i 1681 i forbindelse med genetableringen af Trondheim efter den store brand i 1681 og opførelsen af Kristiansten fæstning. Johan Caspar de Cicignon lavede planer for både genopførelsen af byen samt af forsvarsværket. Broens placering var af militær strategisk vigtighed. Kong Christian 5. forestod udgifterne til konstruktionen af broen, som stod færdig i 1685. Gamle Bybro blev bygget i nærheden af den originale Elgeseter bro. Efter åbningen fik den ældre bro lov at forfalde for til sidst at kollapse. Siden færdiggørelsen af broen har den undergået flere ændringer.
Oprindeligt var Gamle Bybro bygget i træ og støttet af tre bropiller i sten. På midten af broen var en jernport placeret. Porten forblev bevogtet indtil 1816. I hver ende af broen blev der bygget en toldbod og et vagthus. Adgangsbygningen i vestenden af broen eksisterer stadig, mens bygningen på østsiden blev revet ned i 1824. I 1861 blev Gamle Bybro genopbygget af ingeniøren Carl Adolf Dahl (1828-1907). I midten af 1900-tallet blev konstruktionen i selve broen erstattet med beton.
I 2002 blev den ene af portalerne beskadiget af en lastbil, ligesom dele af rækværket blev ødelagt. Både portal og rækværk blev repareret.
Det er blevet foreslået at beskytte Gamle Bybro i National værneplan for veje, broer og vejrelaterede kulturminder.

## I populærkultur
Gamle Bybro kaldes også Lykkens portal efter teksten til den populære vals "Nidelven stille og vakker du er" af den norske komponist Oskar Hoddø (1916-1943). Ifølge traditionen skrev Hoddø valsen om Nidelven en nat i april 1940 mens han stod på Gamle Bybro. Oskar Hoddø var medlem af modstandsbevægelsen mod Tysklands besættelse af Norge. Han blev henrettet i Trondheim d. 17. november 1943.